# Превземане на Ардахан
Превземане на Ардахан от руската армия е първа и съществена част от бойните действия на Кавказкия фронт в началото на Руско-турската война (1877 – 1878).

## Оперативна обстановка
Крепостта Ардахан е строена в навечерието на войната от английски инженери. Много добре са укрепени източните височини Гелявердинска и Рамазанска.
Руските сили са част от главните сили на Действащия кавказки корпус с командир генерал-лейтенант Василий Хейман и Ахалцинския отряд с командир генерал-лейтенант Фьодор Девел. Общия състав е от 15 000 офицери и войници и 76 оръдия. Превземането на крепостта е първата цел на Русия в действията на Кавказкия фронт.
Османския гарнизон на Ардахан е от 8000 офицери и войници и 95 оръдия с командир Сабир паша.

## Бойни действия
На 28 април 1877 г. руските части достигат до крепостта. На 2 – 3 май са проведени рекогнисцировки и разузнаване с бой. Атакуван е форта Емироглу на Гелявердинската височина.
Битката започва на 4 май около 9:00 часа. Ударът е насочен срещу форта Емироглу. След артилерийска подготовка е предприета пехотна атака. Пехотните части достигат на 800 крачки от форта. Около 13:00 часа с подкрепата на втора вълна атакуващи, усилени с 2 батальона, е проведена втора атака и форта е превзет. На 5 май настъплението е подновено. Османските части не издържат и крепостта е превзета около 20:00 часа.
Руските загуби са 420 убити и ранени офицери и войници. Османска загуби са 2000 убити и ранени офицери и войници. Пленени са 95 оръдия и голямо количество стрелково оръжие и боеприпаси.
Превземането на Ардахан е първият успех на Действуващата руска армия на Кавказкия фронт. Открива пътя за настъпление във вътрешността на Османската империя.